# Liste des sénateurs de la Corse-du-Sud
Voici la liste des sénateurs de la Corse-du-Sud sous la Ve République.
Ce siège de sénateur est créé lors des élections sénatoriales de 1980. Auparavant, une circonscription unique couvrait la Corse et élisait 2 sénateurs. Cette nouvelle circonscription est créée de facto suite à celle du département le 1er janvier 1976.
| Période          | Période           | Sénateur                       | Parti | Parti   | Groupe | Groupe    |
| ---------------- | ----------------- | ------------------------------ | ----- | ------- | ------ | --------- |
| 1er octobre 1980 | 19 février 1994   | Charles Ornano                 |       | CCB     |        | RASNAG    |
| 20 février 1994  | 20 septembre 2001 | Louis-Ferdinand de Rocca Serra |       | UDF, DL |        | RI        |
| 2 décembre 2001  | 1er octobre 2014  | Nicolas Alfonsi                |       | PRG     |        | RDSE      |
| 1er octobre 2014 | en cours          | Jean-Jacques Panunzi           |       | UMP, LR |        | UMP → REP |